# Avril Lavigne (album)
Albums de Avril Lavigne
Goodbye Lullaby
(2011) Head Above Water
(2019)
Singles
1. Here's to Never Growing Up
Sortie : 9 avril 2013
2. Rock N Roll
Sortie : 27 août 2013
3. Let Me Go (feat. Chad Kroeger)
Sortie : 15 octobre 2013
4. Hello Kitty
Sortie : 23 mai 2014
5. Give You What You Like
Sortie : 30 mars 2015

Avril Lavigne est le cinquième album studio de la chanteuse franco-canadienne Avril Lavigne, sorti le 1er novembre 2013 via la plateforme iTunes et le 5 novembre 2013 au format physique. L'album a été publié via le label Epic Records.

## Album
Trois mois après la sortie de l'album Goodbye Lullaby, Lavigne annonçait que le travail de son cinquième album avait déjà débuté, avec huit pistes écrites jusqu'ici. Elle ajoute que le nouvel album serait l'opposé de Goodbye Lullaby (« Mon précédent album était plus doux. Le prochain sera pop et bien plus fun. Il me ressemblera et sera entièrement réalisé par moi - même.  J'ai déjà une chanson qui j'en suis sûre sera un single, je dois juste la ré-enregistrer. »). Sa sortie est prévue pour novembre 2013.

### Enregistrement
En novembre 2011, Avril Lavigne annonce qu'elle est entrée en studio pour commencer l'enregistrement de nouvelles chansons pour l'album. En avril 2012, Lavigne confirme qu'elle avait « finalement » terminé le travail sur son cinquième album et qu'elle comptait faire une courte pause avant de le sortir et d'embarquer dans « son prochain voyage artistique ». Le 17 août 2012, Lavigne travaille sur la finalisation de son cinquième album studio en démarrant le processus du mixage audio.

### Singles
Here's to Never Growing Up est le premier single de l'album. Il est sorti le 9 avril 2013 sur son site et dans les bacs. Il a été écrit par Avril Lavigne, Chad Kroeger, Martin Johnson, David Hodges et J. Kash, produit par Martin Johnson sous le label Epic Records. 
En Amérique du Nord, le single s'est classé à la 20e position aux États-Unis via le Billboard Hot 100 et à la 17e au Canada via le Canadian Hot 100.
En Europe, le single s'est classé à la 14e position au Royaume-Uni, à la 63e en France, à la 49e en Autriche, à la 85e aux Pays-Bas, à la 29e en Espagne, à la 60e en Allemagne, à la 10e en Belgique néerlandophone et à la 3e place en Belgique francophone.
Dans le reste du monde, le single s'est classé 15e en Australie, 24e en Nouvelle-Zélande et 8e au Japon.
Rock N Roll est le deuxième single de l'album. Il est sorti le 18 juillet sur le site d'Avril Lavigne. Il a été écrit par David Hodges, Chad Kroeger, Avril Lavigne, Peter Svesson, Richard Goransson et J. Kash. Il a été produit par Max Martin sous le label Epic Records. Il sortirait aux États-Unis, le 27 août 2013. Le single a eu des critiques généralement positives et se classe actuellement en 68e position du Billboard Hot 100.

## Liste des titres
| No  | Titre                           | Auteur                                                                                 | Durée |
| --- | ------------------------------- | -------------------------------------------------------------------------------------- | ----- |
| 1.  | Rock N Roll                     | Avril Lavigne, David Hodges, Chad Kroeger, Jacob Kasher, Peter Svensson, Carolina Liar | 3:26  |
| 2.  | Here's to Never Growing Up      | Avril Lavigne, Chad Kroeger, David Hodges, Martin Johnson, Jacob Kasher                | 3:34  |
| 3.  | 17                              | Avril Lavigne, Jacob Kasher, Martin Johnson                                            | 3:24  |
| 4.  | Bitchin' Summer                 | Avril Lavigne, David Hodges, Chad Kroeger, Jacob Kasher, Matt Squire                   | 3:30  |
| 5.  | Let Me Go (feat. Chad Kroeger)  | Avril Lavigne, David Hodges, Chad Kroeger                                              | 4:27  |
| 6.  | Give You What You Like          | Avril Lavigne, David Hodges, Chad Kroeger                                              | 3:45  |
| 7.  | Bad Girl (feat. Marilyn Manson) | Avril Lavigne, David Hodges, Chad Kroeger                                              | 2:56  |
| 8.  | Hello Kitty                     | Avril Lavigne, David Hodges, Chad Kroeger, Martin Johnson                              | 3:18  |
| 9.  | You Ain't Seen Nothin' Yet      | Avril Lavigne                                                                          | 3:15  |
| 10. | Sippin' on Sunshine             | Avril Lavigne, David Hodges, Chad Kroeger, Jacob Kasher, Martin Johnson                | 3:31  |
| 11. | Hello Heartache                 | Avril Lavigne, David Hodges                                                            | 3:49  |
| 12. | Falling Fast                    | Avril Lavigne                                                                          | 3:14  |
| 13. | Hush, Hush                      | Avril Lavigne, David Hodges                                                            | 4:01  |

## Crédits

### Musiciens
- Avril Lavigne : chants, chœurs, percussions (piste 6)
- Marilyn Manson : chants, chœurs
- Steven Miller : guitare (pistes 5, 6, 7 & 11)
- Chad Copelin : basse (pistes 5, 6, 7 & 12)
- Justin Glasco : batterie (pistes 5, 6, 7 & 12)
- Brandon Paddock : basse (pistes 3 & 10)
- Max Martin : claviers (piste 1)
- Suzie Katayama : violoncelle (piste 5)
- Steven Stark : violoncelle (piste 13)
- Taylor Johnson : mandoline (piste 12)

### Producteurs
- Martin Johnson : pistes 1, 2, 3, 8 et 10.
- Kyle Moorman : pistes 1, 2, 3, 8 et 10.
- Brandon Paddock : pistes 1, 2, 3, 8 et 10.
- Chad Kroeger : pistes 4, 5, 6, 7, 9 et 11.
- David Hodges : pistes 5, 6, 7, 11 et 13.
- Peter Svensson & Carolina Liar : piste 1.
- Chris Baseford : piste 9.

## Certifications
| Pays              | Certification | Vente certifiées |
| ----------------- | ------------- | ---------------- |
| États-Unis (RIAA) | Or            | 500 000          |
| Japon (RIAJ)      | Or            | 100 000          |
| Taïwan (RIT)      | Platine       | 10 000           |